# Aftonmöss
Aftonmöss (Calomys) är ett släkte i familjen hamsterartade gnagare (Cricetidae) som förekommer i Sydamerika.

## Beskrivning
Arterna påminner i utseende om vanliga möss. De når en kroppslängd mellan 6 och 12 cm och därtill kommer en 3 till 9 cm lång svans. För arten C. lepidus bestämdes vikten med 30 till 38 gram. Öronen är påfallande stora och svansen är bara glest täckt med hår.
Aftonmöss vistas i gräs- och buskmarker samt vid skogskanter. De saknas i tropiska regnskogar. Som namnet antyder är de aktiva från aftonen till natten. Vissa arter har anpassad sig till människan. De besöker ibland ladugårdar, källare och andra förrådsbyggnader. Födan utgörs främst av växtdelar men de äter även insekter. För mera kända arter varade dräktigheten i cirka 25 dagar och per kull föddes omkring fem ungar. Ungdjuren blir könsmogna efter 45 till 80 dagar.

## Systematik
Antalet arter i släktet är omstridd. Följande lista med 12 arter är enligt Wilson & Reeder (2005).
- Calomys boliviae hittas från västra Bolivia till norra Argentina.
- Calomys callidus lever i Argentina och Paraguay.
- Calomys callosus förekommer i östra Bolivia, centrala till södra Brasilien, Paraguay och norra Argentina.
- Calomys expulsus är endemisk för centrala Brasilien.
- Calomys hummelincki hittas i Colombia, Venezuela och på Nederländska Antillerna.
- Calomys laucha lever i södra Bolivia, Brasilien och Argentina.
- Calomys lepidus förekommer från Peru till norra Chile och norra Argentina.
- Calomys musculinus hittas från Bolivia till södra Argentina.
- Calomys sorellus finns bara i Anderna i Peru.
- Calomys tener upptäcktes i östra Bolivia, södra Brasilien och norra Argentina, har kanske ett större utbredningsområde.
- Calomys tocantinsi lever i centrala Brasilien.
- Calomys venustus är endemisk för västra Argentina.

IUCN listar alla arter som livskraftiga (LC).